# 1725年哲學
1725年哲學事件  

## 事件
啟蒙時代

## 著作
- 詹巴蒂斯塔·维柯 - 《新科學》

## 出生
- 4月2日 - 贾科莫·卡萨诺瓦 ，死於1798年。

## 死亡
約翰·洛克死於1704年